# Ірен Тюнк
Ірен П'єретта Луїза Тюнк (фр. Irène Pierrette Louise Tunc); 29 вересня 1935, Лілль, Нор-Па-де-Кале Франція — 16 січня 1972, Версаль, Івлін, Франція) — французька акторка кіно, модель.

## Біографія та кар'єра
Народилася 25 вересня 1935 року в Ліллі (департамент Нор у Франції) у сім'ї торговця меблями. Починала кар'єру як модель, ставши у 1954 році переможницею конкурсу краси «Міс Франція», після чого вона стала акторкою.
Ірен Тюнк дебютувала в кіно в 1954 році у фільмах італійських режисерів Джузеппе Бенатті «Нічна операція» та Лучано Еммера «Камілла». Надалі продовжувала зніматися в Італії. Серед значних ролей — Крістіна Сагредін в екранізації роману Беатріс Бек «Леон Морен, священик» (1961). Грала у фільмах свого чоловіка режисера Алена Кавальє — Марі-Анж в екранізації роману Річарда Старжа «Пограбування» (1967) та Діана в екранізації роману Франсуази Саган «Капітуляція» (1968).
У 1971 році разом з іншими відомими феміністками Франції підписала «Маніфест 343» на захист прав жінок на аборти.
Ірен Тюнк загинула в автокатастрофі під Версалем на 37-му році життя.. Ален Кавальє присвятив Ірен Тюнк фільм «Ірен», випущений у 2009 році.

## Фільмографія
| Ролі Ірен Тюнк у кіно | Ролі Ірен Тюнк у кіно        | Ролі Ірен Тюнк у кіно              | Ролі Ірен Тюнк у кіно | Ролі Ірен Тюнк у кіно |
| Рік                   | Українська назва             | Оригінальна назва                  | Роль                  | Примітки              |
| --------------------- | ---------------------------- | ---------------------------------- | --------------------- | --------------------- |
| 1954                  | Камілла                      | Camilla                            | Донателла             |                       |
| 1955                  | Шелест                       | Frou-Frou                          |                       |                       |
| 1955                  | Бравіссімо                   | Bravissimo                         | Домінік               |                       |
| 1955                  | Ви бачили?                   | Vous pigez?                        | Лучія                 |                       |
| 1955                  | Якби нам розповіли про Париж | Si Paris nous était conté          | Графиня Малазе        |                       |
| 1956                  | Камілла                      | Camilla                            | Донателла             |                       |
| 1957                  | Бандити                      | Les truands                        | жінка Джима           |                       |
| 1957                  | Вибухові канікули            | Vacances explosives!               | Єва                   |                       |
| 1958                  | Афродіта, богиня кохання     | Afrodite, dea dell'amore           | Діала                 |                       |
| 1959                  | Катя — некоронована цариця   | Katja, die ungekrönte Kaiserin     | епізод                |                       |
| 1960                  | Дика їзда верхи              | Cavalcata selvaggia                |                       |                       |
| 1961                  | Леон Морен, священик         | Léon Morin, prêtre                 | Крістіна Сангредін    |                       |
| 1965                  | Царство за кролика           | Mon royaume pour un lapin          | мадемуазель Берта     | телевізійний          |
| 1967                  | Шукачі пригод                | Les aventuriers                    | секретар Кіобаскі     |                       |
| 1967                  | Жити, щоб жити               | Vivre pour vivre                   | Мірель                |                       |
| 1967                  | Пограбування                 | Mise à sac                         | телефоністка Марі-Анж |                       |
| 1968                  | Кохаю тебе, кохаю            | Je t'aime je t'aime                | Марсель Еннекар       |                       |
| 1968                  | Капітуляція                  | La chamade                         | Діана                 |                       |
| 1971                  | Дві англійки і континент     | Les deux Anglaises et le continent | Рута                  |                       |